# Onere reale
Res, non personam, debet. L'onere reale è una prestazione, a carico periodico, che è dovuta dal soggetto in quanto permane nel godimento di un determinato bene immobile. Essa consiste nel dare (ad es: canone enfiteutico) o nel fare qualcosa.

Il rapporto con la cosa non è il mezzo per determinare la persona che deve la prestazione, ma costituisce il titolo dell'obbligo di prestazione ; infatti è il bene che produce il rapporto, venuto meno il rapporto cessa l'obbligazione.
Si parla di oneri, quindi, con riferimento ad un peso che grava sul titolare di un diritto reale imponendogli una prestazione accessoria.
La figura degli oneri reali non è pacifica in dottrina, a tal punto che per alcuni non avrebbero rilievo autonomo.
Difatti gli oneri reali  hanno una disciplina in parte diversa dalle ordinarie obbligazioni e anche da  quelle propter rem.

## Elementi comuni all'obbligazionepropter rem
L'obbligazione propter rem e l'onere reale hanno in comune:
- il necessario rapporto con la cosa;
- la sussistenza dell'obbligazione (o dell'onere) anche se questa è sorta prima dell'acquisto del diritto.

Alcuni autori ritengono che le obbligazioni od oneri reali hanno fondamento nel dovere di cooperazione tra proprietari o in esigenze di carattere generale (miglioramenti fondiari, difesa del suolo, ecc.). La giurisprudenza ne riconosce altre figure atipiche, ma l'argomento resta controverso; esse risponderebbero alle medesime esigenze fondamentali delle figure tipiche, essendo dirette a soddisfare esigenze di cooperazione o di tutela di interessi generali.